# Shimaoka Tatsuzō
Shimaoka Tatsuzō (jap. 島岡 達三; * 27. Oktober 1919 im Stadtbezirk Minato, Präfektur Tokio; † 11. Dezember 2007 in Mashiko (Tochigi)) war ein japanischer Töpfer und Kunsthandwerker. Er wurde 1996 als Lebender Nationalschatz für das Wichtige Immaterielle Kulturgut „Keramikherstellung“ deklariert. Zu seinen Schülern zählen die deutschen Studiokeramiker Gerd Knäpper und Sebastian Scheid.
Tatsuzō wurde 1919 als ältester Sohn des Kordelmachers Yonekichi Shimaoka in Tokio geboren. Von 1939 an studierte er an der Technischen Hochschule Tokio, die er 1941 abschloss. 1942 nahm er in einer Pionierkompanie am Burmafeldzug teil und geriet bei Nakhon Nayok in Kriegsgefangenschaft. Nach seiner Rückkehr 1946 begann er umgehend mit seiner Lehre als Töpfer bei Hamada Shōji. Nach seiner Ausbildung arbeitete Shimaoka zunächst drei Jahre für das Keramik Forschungszentrum der Präfektur Tochigi, dann eröffnete er 1953 seine eigene Töpferei und ein Jahr später seine erste Ausstellung eigener Werke. 1964 erhielt er den Preis des Museums für Japanische Volkskunst (日本民藝館).
Tatsuzō Shimaoka zeigte seine Werke in vielen Ausstellung rund um die Welt, darunter eine Ausstellung in Boston 1974, eine im Museum für Kunst und Gewerbe Hamburg 1977 und Ausstellungen im Victoria and Albert Museum, im Metropolitan Museum of Art und im Israel-Museum. Tatsuzō Shimaoka wurde am 10. Mai 1996 für seine Keramiken im Jōmon zōgan Stil zum Lebenden Nationalschatz ernannt. Keramiken mit der Jōmon zōgan Technik wurden in der koreanischen Joseon-Dynastie hergestellt. Dazu werden mit Schnüren, die in unterschiedlicher Art und mit verschiedener Oberflächenbeschaffenheit auf Stäbchen aufgewickelt sind, Muster in den Ton eingedrückt. Diese Abdrücke werden mit Schlicker aufgefüllt, sodass sich Keramiken mit einer sehr plastischen Oberfläche und einem eigentümlichen Dekor herstellen lassen.
1999 wurde Shimaoka mit dem Orden der Aufgehenden Sonne (Verdienstklasse Offizier) ausgezeichnet. 2007 starb er im Alter von 88 Jahren an Leberversagen in Mashiko.